# Iphiaulax paternus
Iphiaulax paternus är en stekelart som beskrevs av Cameron 1904. Iphiaulax paternus ingår i släktet Iphiaulax och familjen bracksteklar. Inga underarter finns listade i Catalogue of Life.